# 10326 Kuragano
A 10326 Kuragano (ideiglenes jelöléssel 1990 WS2) a Naprendszer kisbolygóövében található aszteroida. K. Endate, Vatanabe Kazuró fedezte fel 1990. november 21-én.